# Rhoetosaurus
Rhoetosaurus là một chi khủng long, được Longman mô tả khoa học năm 1926.